# Lech Majewski (generał)

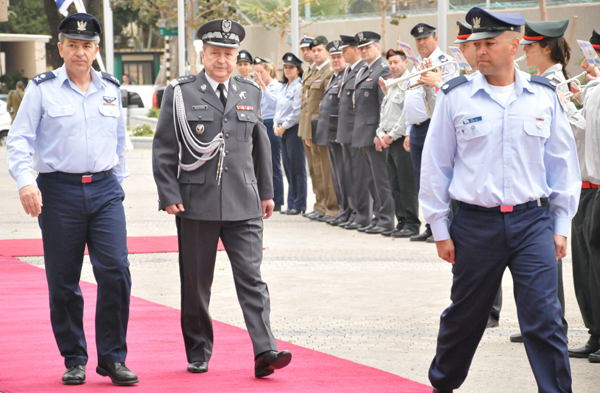
Wizyta w Izraelu, marzec 2012

Lech Lucjan Majewski (ur. 30 czerwca 1952 w Ostrowcu Świętokrzyskim) – generał broni pilot Wojska Polskiego w stanie spoczynku.

## Życiorys
Absolwent Technikum Hutniczo-Mechanicznego w Ostrowcu Świętokrzyskim. Myślał o podjęciu studiów w Krakowie na Akademii Górniczo-Hutniczej, jednak po odbyciu obozu Lotniczego Przysposobienia Wojskowego LPW-2 w Krośnie postanowił zostać lotnikiem.
W latach 1972–1976 był podchorążym Wyższej Oficerskiej Szkoły Lotniczej w Dęblinie.
- 1976–1982: pilot, starszy pilot, dowódca klucza, nawigator eskadry w 21 pułku lotnictwa rozpoznania taktycznego w Powidzu
- 1982–1983: nawigator eskadry w 32 pułku lotnictwa rozpoznania taktycznego w Sochaczewie

W latach 1983–1986 był słuchaczem Wojskowej Akademii Lotniczej ZSRR.
- 1986–1988: dowódca eskadry w 32 pułku lotnictwa rozpoznania taktycznego w Sochaczewie
- 1988–1990: zastępca dowódcy 32 pułku lotnictwa rozpoznania taktycznego ds. liniowych w Sochaczewie
- 1990–1993: dowódca 1 pułku lotnictwa myśliwskiego „Warszawa” w Mińsku Mazowieckim
- W latach 1993–1994 był słuchaczem Podyplomowego Studium Operacyjno-Strategicznego Akademii Obrony Narodowej.
- 1994–1995: zastępca szefa Oddziału Wojsk Lotniczych 1 Korpusu Obrony Powietrznej w Warszawie
- 1995–1998: szef Oddziału Wojsk Lotniczych 3 Korpusu Obrony Powietrznej we Wrocławiu
- 1998–1999: zastępca szefa Szefostwa Wojsk Lotniczych Wojsk Lotniczych i Obrony Powietrznej w Warszawie
- 1999–2003: dowódca 3 Korpusu Obrony Powietrznej we Wrocławiu
- 2003–2004: dowódca Centrum Operacji Powietrznych – zastępca dowódcy Wojsk Lotniczych i Obrony Powietrznej w Warszawie
- W latach 2004–2005 był słuchaczem Narodowego Uniwersytetu Obrony Stanów Zjednoczonych.
- 2005–2007: dowódca Centrum Operacji Powietrznych – zastępca dowódcy Sił Powietrznych w Warszawie

W 2007 roku objął stanowisko asystenta szefa Sztabu Generalnego Wojska Polskiego do spraw Sił Powietrznych.
25 lutego 2011 roku złożył w Wojskowej Prokuraturze Okręgowej w Warszawie zawiadomienie o uzasadnionym podejrzeniu popełnienia przestępstwa przeciwko bezpieczeństwu w ruchu powietrznym przez załogę Jaka-40 w dniu 10 kwietnia 2010 roku (zob. katastrofa polskiego Tu-154 w Smoleńsku). 20 maja 2010 roku został Dowódcą Sił Powietrznych. 17 grudnia 2013 roku w Belwederze Prezydent RP Bronisław Komorowski wręczył mu akt zwolnienia ze stanowiska dowódcy Sił Powietrznych i akt mianowania z dniem 1 stycznia 2014 roku na stanowisko Dowódcy Generalnego Rodzajów Sił Zbrojnych. 30 czerwca 2015 roku zakończył zawodową służbę wojskową i przeszedł w stan spoczynku w związku z osiągnięciem wieku 63 lat. 
Od lipca 2015 do kwietnia 2016 był wiceprezesem Polskiej Agencji Kosmicznej.
Jest pilotem klasy mistrzowskiej, z nalotem około 2000 godzin. Pilotował wszystkie polskie warianty myśliwca MiG-21 oraz MiG-29. Pierwsze doświadczenia lotnicze zdobywał za sterami TS-8 Bies, Lim-2, SBLim-2A i TS-11 Iskra. Jako jeden z pierwszych Polaków wykonał loty zapoznawcze za sterami odrzutowców F-16, Mirage 2000, Hawk, M-346 i F/A-18.
Jest profesorem wizytującym Akademii Obrony Narodowej, przewodniczącym konwentu Wyższej Szkoły Oficerskiej Sił Powietrznych i członkiem rady naukowej Instytutu Technicznego Wojsk Lotniczych. Posługuje się językami: angielskim i rosyjskim.
9 kwietnia 2019 roku został zatrzymany przez żandarmerię wojskową w wyniku śledztwa prowadzonego przez Wydział ds. Wojskowych Prokuratury Okręgowej w Warszawie. Śledztwo dotyczy m.in. działania na szkodę interesu publicznego oraz niedopełnienia obowiązków służbowych przy organizacji Radom Air Show w latach 2010–2015.

## Awanse
- podporucznik – 1976
- porucznik – 1979
- kapitan – 1982
- major – 1987
- podpułkownik – 1990
- pułkownik – 1993
- generał brygady – 15 sierpnia 2000
- generał dywizji – 15 sierpnia 2003[16]
- generał broni – 15 sierpnia 2005[17]

## Ordery i odznaczenia
- Krzyż Komandorski Orderu Odrodzenia Polski – 2015[18][12]
- Krzyż Oficerski Orderu Odrodzenia Polski – 2012[19][20]
- Krzyż Kawalerski Orderu Odrodzenia Polski – 2000[21]
- Złoty Krzyż Zasługi – 1995[22]
- Srebrny Krzyż Zasługi
- Lotniczy Krzyż Zasługi – 2013[23]
- Złoty Medal „Siły Zbrojne w Służbie Ojczyzny”
- Srebrny Medal „Siły Zbrojne w Służbie Ojczyzny”
- Brązowy Medal „Siły Zbrojne w Służbie Ojczyzny”
- Złoty Medal „Za Zasługi dla Obronności Kraju”
- Srebrny Medal „Za Zasługi dla Obronności Kraju”
- Brązowy Medal „Za Zasługi dla Obronności Kraju”
- Odznaka Pilota Wojskowego
- Odznaka tytułu honorowego „Zasłużony Pilot Wojskowy” – dwukrotnie (po raz drugi w 2014[24])
- Odznaka tytułu honorowego „Zasłużony Żołnierz RP” I Stopnia (Złota) – 2015[10]
- Odznaka pamiątkowa SG WP – 2011[25]
- Odznaka pamiątkowa Dowództwa Generalnego Rodzajów Sił Zbrojnych (nr 001) – 2014 (wręczona 28 sierpnia 2014[24])
- Odznaka absolwenta Podyplomowego Studium Operacyjno-Strategicznego AON
- Medal „Milito Pro Christo” – 2015[26]
- Medal „Pro Memoria” – 2012[27]
- Złoty Medal za Zasługi dla Policji – 2013[28]
- Złoty Medal za Zasługi dla Straży Granicznej
- Złota Odznaka „Za zasługi dla Związku Żołnierzy Wojska Polskiego”
- Oficer Orderu Legii Honorowej – Francja, 2013[29]
- Odznaka absolwenta National Defense University – Stany Zjednoczone